# محوشدگی

نمایش وجود چند مسیر بین فرستنده و گیرنده در مخابرات بی سیم. وجود چند مسیر مختلف از دلایل محو شدگی است زیرا باعث می‌شود که یک سیگنال خاص با تأخیر و اختلاف فازهای متفاوت در گیرنده دریافت شده و این اختلاف فاز باعث بوجود آمدن تغییرات ناخواسته در دامنه سیگنال دريافتی می‌شود.

نمایش قرار گرفتن يک مانع در مقابل يکی از مسيرها (سايه کردن shadowing) يکی از دلایل محو شدگی است.

محو شدگی (به انگلیسی: Fading) به  میزان تغییرات تضعیف یک سیگنال مدوله شده مخابراتی که در هنگام عبور از یک محیط مشخص تجربه می‌کند،محوشدگی گفته می‌شود. محوشدگی ممکن است با زمان، مکان یا فرکانس تغییر کند و معمولاً به صورت یک فرایند تصادفی مدل می‌شود.
کانال محوشده(فیدینگ) کانالی است که محوشدگی را تجربه می‌کند. در سیستم‌های بی سیم محو شدگی ممکن است مربوط به انتشار چند مسیری (محو شدگی چند مسیری) یا در اثر سایه (موانعی که در انتشار موج اثر می‌گذارند) باشد.

## نگاه کلی
وجود اجسام منعکس‌کننده در محیط انتشار امواج بین فرستنده و گیرنده سبب ایجاد چند مسیر برای سیگنال ارسالی می نماید. در نتیجه، در گیرنده ما شاهد چند نمونه نیمه منطبق بر هم از یک سیگنال ارسالی می‌باشیم که از مسیرهای مختلف دریافت می‌شوند. هر سیگنال تضعیف، تأخیر و شیفت فازی متفاوتی را تجربه خواهد کرد. این می‌تواند سبب تداخل سازنده یا مخرب، یا به نوعی تقویت یا تضعیف در توان گیرنده باشد. تداخل مخرب قوی را معمولاً محوشدگی عمیق می نامیم و با توجه به تأثیر زیادش بر نسبت سیگنال به نویز ممکن است گاهی سبب خرابی داده شود.
مدل‌های محوشدگی کانال معمولاً برای نشان دادن اثرات انتقال الکترومغناطیسی اطلاعات در فضا در شبکه‌های سلولی و محیط‌های انتشار داده استفاده می‌شود.
همچنین از این مدل‌ها برای نشان دادن اثرات اعوجاج آب در مخابرات آکوستیک زیر آب نیز استفاده می‌شود.
از دید ریاضی، محو شدگی را با معمولاً به صورت توابع تغییر پذیر با زمان در اندازه و فاز سیگنال ارسالی، مدل می‌کنند.

## محوشدگی از نظر زمانی: محوشدگی سریع و محو شدگی کند
اصطلاح محوشدگی سریع یا کند مربوط به نرخی می‌باشد که اندازه و فاز سیگنال توسط کانال تغییر می‌کند. همدوسی زمانی معیاری می‌باشد برای حداقل زمان لازم تا تغییر اندازه کانال نسبت به حالت قبلی خود ناهمبسته شود. یا به گفته دیگر حداکثر زمان لازم برای اینکه اندازه فعلی به مقدار قبلیش وابسته باشد. به زبان ساده همدوسی زمانی، مدت زمانی است که اندازه و فاز گین کانال تقریباً تخت (ثابت) است یعنی گین کانال در این مدت تغییرات زیادی ندارد.
- محوشدگی کند زمانی به وجود می‌آید که همدوسی زمانی کانال از تأخیر کانال بیشتر باشد. در این شرایط اندازه و فاز تغییر یافته توسط کانال (اندازه و فاز کانال) را در هر بازه زمانی مورد استفاده (تایم اسلات) می‌توان ثابت فرض کرد. محوشدگی کند می‌تواند متاثر از اثر سایه باشد که در آن یک مانع بزرگ مانند تپه یا ساختمان بزرگ مانع دریافت سیگنال ارسالی اصلی در گیرنده باشد. تغییرات اندازه در حالت سایه را معمولاً با توزیع لگ نرمال با انحراف معیار  لگاریتم تضعیف مسیر نمایش می‌دهند.
- محوشدگی سریع زمانی به وجود می‌آید که همدوسی زمانی کانال از تأخیر کانال کمتر باشد. در این نوع کانال همدوسی زمانی کانال از عرض سمبل( یا بیت) کمتر است. بنابراین در این حالت در بازه زمانی یک سیمبل، شرایط کانال ثابت نخواهد ماند و تغییر خواهد کرد.

یک مزیت محوشدگی سریع این است که با توجه به تغییرات زیاد کانال در دوره تناوب سمبل، گیرنده می‌تواند از مزایای دایورسیتی زمانی استفاده کند تا احتمال خطای سیستم را کاهش دهد و خود را در برابر محوشدگی‌های عمیق ایمن تر نماید. پارامتر همدوسی زمانی را می‌توان بر اساس گستردگی داپلر که متاثر از حرکت اجسام در کانال می‌باشند و بر اساس شیفت داپلر محاسبه نمود.
در حالت کلی همدوسی زمانی را می‌توان بر اساس رابطه پایین محاسبه نمود که در آن {\displaystyle T_{c}} همدوسی زمانی و {\displaystyle D_{s}} گستردگی داپلر می‌باشد:
{\displaystyle T_{c}={\frac {1}{D_{s}}}}
البته این یک رابطه تقریبی می‌باشد.

## انواع محوشدگی از نظر فرکانسی: محو شدگی تخت و محو شدگی فرکانس گزین
با توجه به اینکه فرکانس حامل سیگنال تغییر می‌کند، اندازه دامنه تفاوت خواهد کرد.همدوسی پهنای باند فاصله فرکانسی بین دو سیگنال را که محوشدگی ناهمبسته‌ای را تجربه می‌کنند را نشان می‌دهد.
- در محوشدگی تخت همدوسی پهنای باند کانال از پهنای باند سیستم بزرگتر است و در نتیجه فرکانس‌های مختلف یک سیگنال دامنه ثابتی را تجربه خواهند کرد.

در محوشدگی فرکانس گزین شرایط برعکس می‌باشد و فرکانس‌های مختلف سیگنال دامنه‌های متفاوتی را تجربه خواهند کرد.
در حالت فرکانس گزین به دلیل اینکه فرکانس‌های مختلف تجربه‌های متفاوتی دارند احتمال قرار گرفتن کامل سیگنال در محوشدگی عمیق کاهش می یابد. مدولاسیون‌های CDMAو OFDM به خوبی از این دایورسیتی فرکانسی برای مبارزه با محو شدگی استفاده می نمایند.مثلاً در OFDM ما پهنای باند را به زیر حامل‌های متعددی تقسیم می‌کنیم تا در هر زیر حامل که یک اطلاعات خاص روی آن قرار می‌گیرد در یک دوره تناوب سمبل دامنه در حوزه فرکانس ثابت باشد یا اینکه زیر حامل‌هایی که دچار محوشدگی عمیق شده‌اند را مورد استفاده قرار ندهیم. در CDMA نیز به کمک گیرنده‌های شن کش می‌توانیم از مزایای این استقلال استفاده نمائیم.

## مدل‌های محوشدگی
کانال‌های دارای محو شدگی را توسط یک سری مدل‌های توزیع احتمالی نمایش می‌دهیم که مطرح‌ترین آنها:
- محوشدگی رایلی
- محوشدگی رایسیان
- محوشدگی ناکاگامی
- محوشدگی لگ نرمال

می باشد.
کانال رایلی حالت خاصی از کانال با محوشدگی رایسی می‌باشد.

## بهبود
اثر محوشدگی را می‌توان با دایورسیتی ترکیب نمود تا در گیرنده تجربه فیدینگ‌های مستقل را به صورت همدوس ترکیب نموده و به این ترتیب احتمال خطای سیستم را کاهش داد.
راه‌های کلی که می‌توان با محوشدگی مبارزه کرد عبارتند از:
- دایورسیتی در گیرنده یا فرستنده
- چند آنتنه بودن
- OFDM
- گیرنده شن‌کش
- کدهای زمان فضا